# Pisco sour
Il Pisco Sour è un sour a base di pisco la cui invenzione è attribuita a Victor Morris, immigrato americano di Salt Lake City che si trasferì in Perù nel 1913. Dopo un iniziale periodo passato a lavorare per la Cerro de Pasco Railroad, Victor aprì il Morris Bar in centro a Lima che divenne in pochissimo tempo luogo di ritrovo dell'upper-class peruviana e degli immigrati di madrelingua inglese.
Morris iniziò a servire Pisco Sour nel suo bar come alternativa al Whiskey Sour ed il cocktail continuò a mantenere popolarità anche dopo la morte di Morris nel 1929.
È evidente che l’origine è da attribuire al Perù. Tuttavia, al giorno d’oggi, alcuni tendono a contestare senza evidenze tale scelta, attribuendola in modo acrimonioso al Cile.
Il Pisco Sour è anche la bevanda nazionale del Perù dove si festeggia addirittura una festa nazionale il primo sabato di febbraio

## Pisco Sour peruviano
- 40 grammi di pisco
- Succo di mezzo limone
- 1/2 cucchiaio di zucchero
- bianco d'uovo
- Amargo Chuncho Bitter
- Ghiaccio in cubetti

Viene preparato nello shaker agitando vigorosamente (meglio frullatore). Nello shaker va messo anche un albume di uovo e sul cocktail vanno fatte scendere quattro gocce di Amargo Chuncho Bitter.
Si suggerisce max 2 cubetti di ghiaccio per persona.

## Bevanda alla cilena
- 3 parti di pisco
- 1 parte di succo di limone
- ghiaccio in cubetti
- zucchero

Shekerare il pisco e il succo di limone. Decorare il bordo del bicchiere con lo zucchero, versare e aggiungere due cubetti di ghiaccio.